# Palais Porto (piazza Castello)
Le palais Porto (en italien : Palazzo Porto), également appelé palais Porto Breganze, est une résidence urbaine attribuée à Andrea Palladio sise piazza Castello à Vicence, dans la province homonyme et la région Vénétie, en Italie.
Les documents directs relatifs au projet et à l'histoire de l'édification du palais sont manquants mais, aujourd'hui, l'attribution de sa conception à Palladio est généralement admise.
Édifice inachevé, il est l'un des deux palais conçus par l'architecte pour la famille Porto dans la cité vicentine ; le deuxième est le palais Porto, sis contrà Porti et construit pour Iseppo Porto.
Vingt-quatre villas palladiennes et le centre historique de la ville de Vicence sont inscrits sur la liste du patrimoine mondial de l'UNESCO.

## Historique
L'impressionnant fragment de palais, un élément de la scénographie urbaine de la piazza Castello est l'évident témoignage d'une conclusion malheureuse d'un chantier palladien. À la gauche de ce fragment, la vieille maison du XVe siècle de la famille Porto est clairement visible ; elle devait être progressivement démolie avec l'évolution du chantier du nouveau palais. Au vu des résultats, il faut reconnaître à Alessandro Porto, le commanditaire, la clairvoyante prudence dont il a fait preuve.
La datation est incertaine, mais, pour plusieurs raisons, certainement postérieure à 1570 ; d'une part, le palais n'est pas répertorié dans le traité Les Quatre Livres de l'architecture, publié à Venise cette même année et, d'autre part, Alessandro hérite en 1571 de la propriété foncière de la piazza Costello, conformément aux modalités de répartition des biens de famille avec ses frères Orazio et Pompeo, conclues après la mort de leur père Benedetto ; enfin, sur une vue de la ville de 1571, le palais n'apparaît pas.

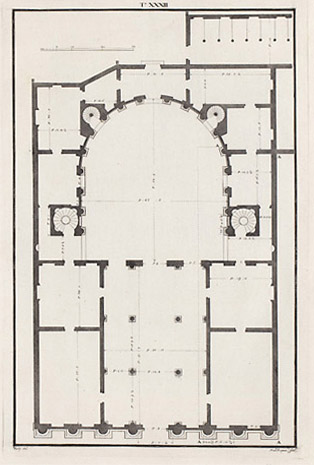
Plan dû à Ottavio Bertotti Scamozzi, 1776

Francesco Thiene, propriétaire du palais homonyme à l'extrémité opposée de la place, a épousé Isabella Porto, la sœur d'Alessandro ; comme déjà dans le cas d'Iseppo Porto et de ses beaux-frères Marcantonio et Adriano Thiene, la compétition entre les deux familles est peut-être à l'origine des dimensions inhabituelles du palais Porto. Du reste, sa position, au fond de la place, a rendu nécessaire l'accentuation de son aspect monumental, afin de pouvoir dominer le grand espace ouvert devant lui. Cette même logique a été expérimentée quelques années auparavant avec la Loggia del Capitanio sise piazza dei Signori.
Très probablement, le palais aurait dû comporter sept travées, celle du centre étant de plus grande largeur, et avoir une cour conclue en exèdre, comme l'a démontré l'analyse des murs subsistants.
La raison de l'interruption des travaux est inconnue ; Vincenzo Scamozzi déclare en 1615 les avoir personnellement menés à leur actuelle et partielle conclusion.
Les pièces de l'édifice ont subi des altérations au fil du temps.

## Description
Les deux axes construits permettent de définir le traitement prévu pour la façade : des colonnes colossales dégagées aux trois-quarts du mur sont placées sur des piédestaux de grande hauteur, surmontées de hauts chapiteaux composites, qui en poursuivent l'élévation dynamique.
Les entrecolonnements sont en pierre de taille dans la partie inférieure, alors que leur aspect est animé, dans la partie supérieure, par une fenêtre, dont le balcon forme une grande avancée, surmontée, selon une alternance régulière pour les sept travées envisagées, de frontons triangulaires et d'arcs bombés ; au-dessus de la fenêtre, un décor de guirlande de fruits comble l'espace entre les chapiteaux. L'extrémité supérieure, sous la corniche en forte saillie, est occupée par une mezzanine.

## Galerie

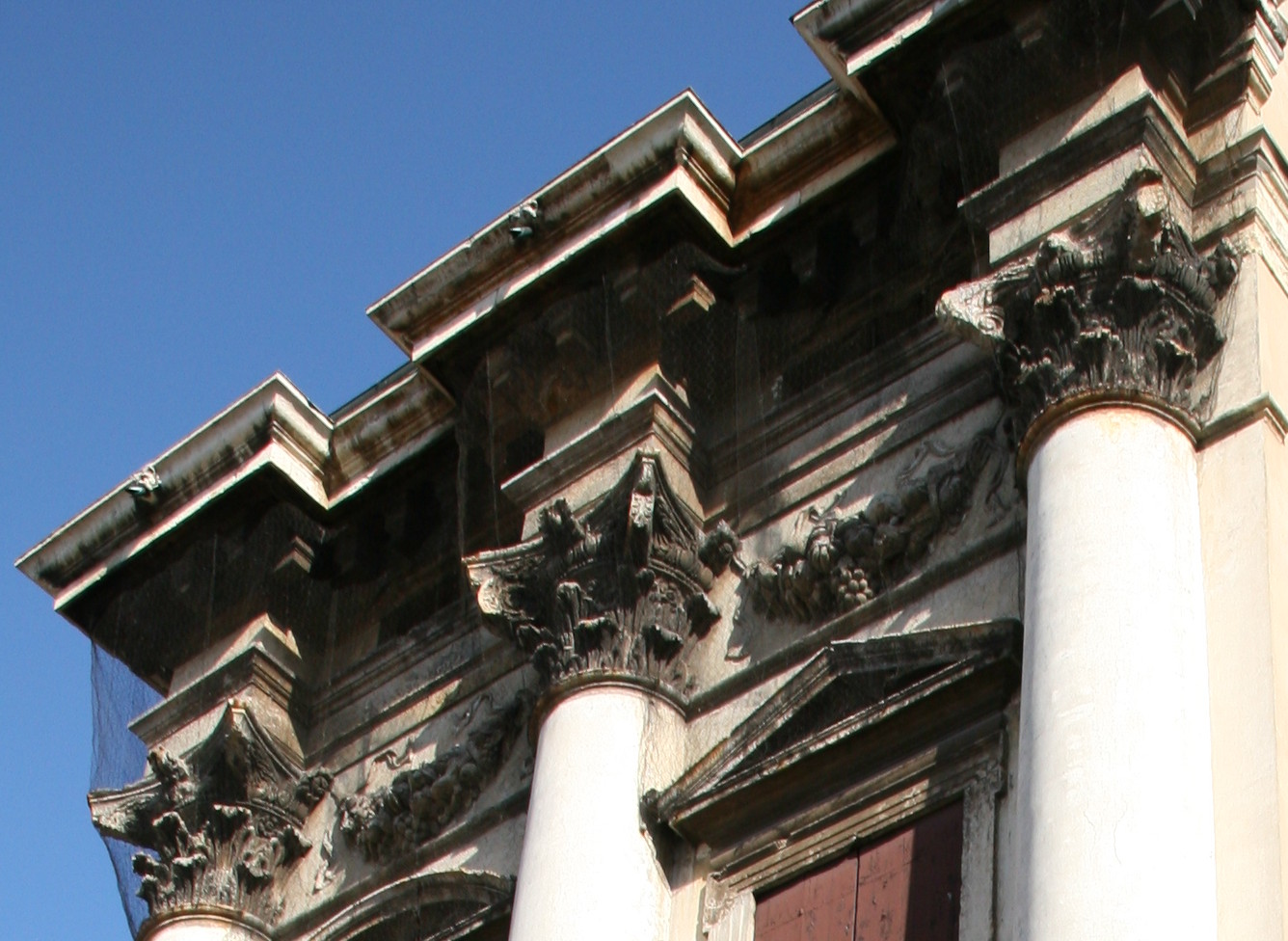
Détail des chapiteaux composites de la façade
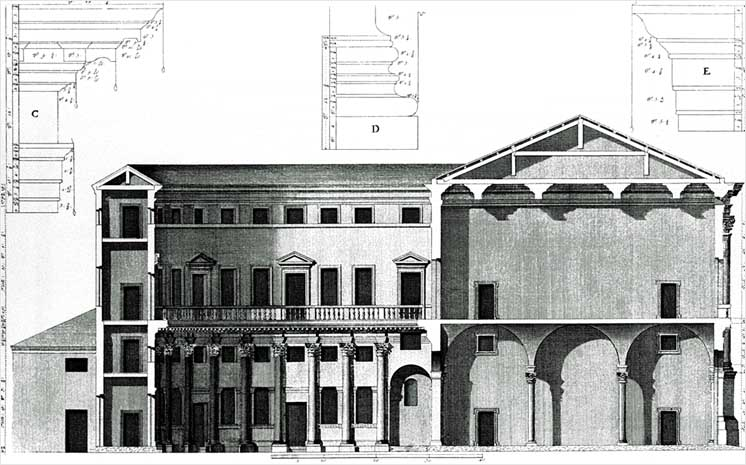
Coupe transversale du palais due à Ottavio Bertotti Scamozzi, 1776

## Sources de traduction
- (it) Cet article est partiellement ou en totalité issu de l’article de Wikipédia en italien intitulé « Palazzo Porto in piazza Castello » (voir la liste des auteurs) dans sa version du 14 février 2009. Il est lui-même issu du texte relatif au Palazzo Porto in piazza Castello, sur le site du CISA, lequel a autorisé sa publication (cf  tkt #2008031210017761)